# 朱當淴
館陶宣思王朱當淴（1493年—1543年），明朝魯藩唯一一代館陶王，魯莊王朱陽鑄的第十三子（嫡子中排第六）。

## 生平
弘治十年（1497年）八月，獲賜名當淴。弘治十六年（1503年）十二月，封館陶王。
嘉靖元年（1522年）十月，朱當淴因招集兇惡之徒毆死平民，被削去祿米的三分之一，並受到明世宗的降敕切責，其長史盧銳等人也被治罪。
嘉靖二十二年（1543年），朱當淴去世，享年五十一歲，諡號宣思。因其無子，館陶王的封爵被廢除。